# Aeroporto Internazionale di Punta Cana
L'Aeroporto Internazionale di Punta Cana è un aeroporto situato a Punta Cana, nella Repubblica Dominicana.

## Storia
Poiché non c'erano strade, né porti, l'unico modo per arrivare a Punta Cana era l'aereo. Verso la fine degli anni '70 fu costruita una strada per collegare la zona con la capitale della provincia di La Altagracia, Higüey. Turisti da vari paesi iniziarono ad arrivare, ma dovevano passare per l'Aeroporto Internazionale Las Américas a Santo Domingo, quindi prendere un breve volo su un piccolo aereo per Punta Cana. L'atterraggio però aveva problemi significativi, come avere una pista molto corta e ancora nessun terminal. Ciò significava che i passeggeri scendevano dall'aereo e venivano indirizzati su una strada per essere prelevati e trasportati al loro hotel. 
Il Grupo Puntacana, che aveva investito nella zona per ampliare il turismo, sapeva di aver bisogno di un vero aeroporto. Verso la fine del 1974 iniziò a progettare il primo aeroporto internazionale privato, tuttavia il governo locale non ne approvò il progetto. Dopo otto anni di discussioni con la provincia, fu stipulato un contratto per iniziare la costruzione. L'aeroporto sarebbe stato costruito dove sorgeva la vecchia pista di atterraggio. All'inizio del 1981 iniziò la pianificazione; l'edificio del terminal era progettato per avere foglie di palma per il tetto e pietra dalle vicine giungle per le pareti. Per le colonne avrebbero usato tronchi di eucalipto e le avrebbero costruite in stile taino e aruachi. 
La costruzione iniziò all'inizio del 1982 e la piccola pista di atterraggio dovette chiudere. Per compensare la perdita, una piccola pista di atterraggio in cemento fu trasformata in un aeroporto temporaneo. Poiché il terminal era piccolo e non c'erano molti lavori di costruzione necessari, il lavoro fu completato in meno di quattro mesi. La pista e il piazzale di atterraggio richiesero molto tempo poiché non c'erano molti operai edili impegnati nella costruzione dell'aeroporto visto che l'area era isolata. Tuttavia l'Aeroporto Internazionale di Punta Cana iniziò le operazioni il 17 dicembre 1983.